# Прокопенко, Николай Николаевич (государственный деятель)
Николай Николаевич Прокопенко (родился 1905 года в селе Слобода Киевской губернии — ?) — советский политический деятель. Депутат Верховного Совета УССР 1-го созыва. Кандидат в члены ЦК КП(б)в 1938 — 1940 г.

## Биография
Родился в крестьянской семье. Рос сиротой. С детства работал в наймах у богачей, рабочим совхозов и сахарных заводов. В 1922 году вступил в комсомол, учился в комсомольской политшколе. Также учился на рабочем факультете Киевского сельскохозяйственного института.
Член ВКП(б) с 1928 года.
Командирован на партийную работу в Донбасс, работал на шахтах пропагандистом, редактором шахтерской многотиражки, секретарем партийной организации шахты № 2 Краснодон. Потом учился в Харьковском институте советского строительства и права, был членом партийного комитета и культпропом института. Избран председателем Штеповского районного исполнительного комитета Харьковской области.
В 1938 — исполняющий обязанности председателя Харьковского областного исполнительного комитета. 26 июня 1938 года был избран депутатом Верховного Совета УССР 1-го созыва от Велико-Бурлукского избирательного округа № 254 Харьковской области.